# رود تدوری
رود تدوری، تدوریگاوا، (手取川, Tedorigawa) رودی است که به دریای ژاپن می‌ریزد. این رود از کشور ژاپن می‌گذرد.
رودخانه ای در جنوب استان ایشیکاوا در منطقه هوکوریکو در ژاپن است. این رودخانه از کوه هاکو، بلندترین قله در پارک ملی هاکوسان در مرز بین استان ایشیکاوا و استان گیفو سرچشمه می‌گیرد و در جهت شمالی به دریای ژاپن جریان دارد. این رودخانه به‌طور گسترده‌ای برای آبیاری و تولید انرژی برق آبی استفاده می‌شود.